# Langenpreising
Langenpreising è un comune tedesco di 2 545 abitanti, situato nel land della Baviera.